# Wolfgang Peters
Wolfgang Peters, né le 8 janvier 1929 en Allemagne et décédé le 22 septembre 2003, est un joueur de football international allemand qui évoluait au poste d'attaquant.

## Biographie

### Carrière en club
Avec le Borussia Dortmund, il remporte trois championnats de RFA et une Coupe de RFA.
Avec cette équipe, il joue sept matchs et inscrit quatre buts en Coupe d'Europe des clubs champions. Il inscrit notamment un triplé face au Steaua Bucarest le 27 novembre 1957.

### Carrière en sélection
Avec l'équipe de RFA, il joue un match (pour aucun but inscrit) en 1957. 
Il figure dans le groupe des sélectionnés lors de la coupe du monde de 1958, sans jouer de match lors de cette compétition.

## Palmarès
Borussia Dortmund
- Championnat de RFA (3) :
  - Champion : 1955-56, 1956-57 et 1962-63.
  - Vice-champion : 1960-61.

- Coupe de RFA (1) :
  - Vainqueur : 1962-63.